# Austrian International 1972
Die Austrian International 1972 als offene internationale Meisterschaften von Österreich im Badminton fanden vom 25. bis zum 26. November 1972 in der Wiener Stadthalle statt. Es war die fünfte Austragung der Titelkämpfe.

## Titelträger
| Disziplin    | Sieger                                  |
| ------------ | --------------------------------------- |
| Herreneinzel | Poul Petersen                           |
| Dameneinzel  | Alena Poboráková                        |
| Herrendoppel | Tom Bacher Poul Petersen                |
| Damendoppel  | Britta Kirchhofer Elisabeth Wieltschnig |
| Mixed        | Hermann Fröhlich Lore König             |

## Finalresultate
| Disziplin    | Sieger                                  | Finalist                              | Ergebnis     |
| ------------ | --------------------------------------- | ------------------------------------- | ------------ |
| Herreneinzel | Poul Petersen                           | Hermann Fröhlich                      | 15–12, 15–7  |
| Dameneinzel  | Alena Poboráková                        | Marta Amf                             | 11–0, 12–10  |
| Herrendoppel | Tom Bacher Poul Petersen                | Franz Beinvogl Siegfried Betz         | 15–5, 15–3   |
| Damendoppel  | Britta Kirchhofer Elisabeth Wieltschnig | Jaroslava Krahulcová Alena Poboráková | 15–11, 15–11 |
| Mixed        | Hermann Fröhlich Lore König             | János Cserni Éva Cserni               | 15–14, 15–6  |